# In Between Dreams
In Between Dreams er det tredje studiealbum fra den amerikanske singer-songwriter Jack Johnson. Det blev udgivet via  Brushfire Records i 2005 og modtog blandede anmeldelser.
På albumcoveret er afbildet et mangotræ, der referer til det pladestudie hvor In Between Dreams blev indspillet. Der er også en reference til mangotræet i sangen "Better Together."

## Spor
Alle sange er skrevet af Jack Johnson, medmindre andet er noteret.
| #   | Titel                                                  | Længde |
| --- | ------------------------------------------------------ | ------ |
| 1.  | "Better Together"                                      | 3:27   |
| 2.  | "Never Know"                                           | 3:32   |
| 3.  | "Banana Pancakes"                                      | 3:12   |
| 4.  | "Good People"                                          | 3:28   |
| 5.  | "No Other Way"                                         | 3:09   |
| 6.  | "Sitting, Waiting, Wishing"                            | 3:03   |
| 7.  | "Staple It Together" (Jack Johnson, Merlo Podlewski)   | 3:16   |
| 8.  | "Situations"                                           | 1:17   |
| 9.  | "Crying Shame" (Jack Johnson, Adam Topol)              | 3:06   |
| 10. | "If I Could"                                           | 2:25   |
| 11. | "Breakdown" (Jack Johnson, Dan Nakamura & Paul Huston) | 3:32   |
| 12. | "Belle"                                                | 1:43   |
| 13. | "Do You Remember"                                      | 2:24   |
| 14. | "Constellations"                                       | 3:21   |

## Hitlister
| År   | Hitlister                    | Højeste placering |
| ---- | ---------------------------- | ----------------- |
| 2005 | Australian ARIA Albums Chart | 1                 |
| 2005 | UK Albums Chart              | 1                 |
| 2005 | German Albums Chart          | 7                 |
| 2005 | U.S. Billboard 200           | 2                 |
| 2005 | Top Canadian Albums          | 3                 |
| 2005 | Top Internet Albums          | 2                 |
| 2006 | U.S. Billboard 200           | 2                 |
| 2006 | Top Internet Albums          | 64                |